# Setge de Sant Mateu (1705-1706)
El setge de Sant Mateu fou una de les batalles de la Guerra de Successió Espanyola.

## Antecedents
Preveient la mort de Carles II de Castella sense descendència, les principals potències europees van proposar un príncep elector de Baviera, amb el consegüent repartiment de possessions entre aquestes potències, però aquest mor i Carles II, que mor el 1700 proposa Felip d'Anjou. Felip entra a Barcelona el 2 d'octubre i les Corts finalment es taquen el 14 de gener de 1702 amb el jurament de les constitucions catalanes pel Rei. Els aliats proposen l'Arxiduc Carles i comencen les hostilitats.
Pres Gibraltar pels britànics, a l'agost del 1705 l'arxiduc embarca a Lisboa en direcció al Mediterrani. S'atura a Altea on és proclamat Rei i la revolta valenciana dels maulets s'expandeix liderada per Joan Baptista Basset. Mentrestant, encoratjats constantment pel príncep Jordi de Darmstadt, escamots armats barren el pas als borbònics a la plana de Vic i en la Batalla de Montjuïc capturen la fortalesa, que seria fortificada i usada per bombardejar la ciutat de Barcelona, que envoltada de les tropes aliades va capitular el 9 d'octubre de 1705, de manera que el 22 d'octubre entra a Barcelona l'Arxiduc Carles, que el 7 de novembre de 1705 jura les constitucions catalanes, nomenat Carles III. A finals d'any, l'arxiduc ja controla la major part de Catalunya i el Regne de València

## El Setge
Felip reforça les tropes amb les que compta al Regne de València amb un cos auxiliar comandat pel Comte de les Torres de Acorrin, sense experiència en comandament en lloc d'intentar aixecar el setge de Peníscola, que restà fidel a Felip V assetjada pel general Jones, gràcies a la tenacitat del governador Sancho de Echevarría i va assetjar Sant Mateu 28 de desembre de 1705, que no hagués pogut conservar després per no tenir la cobertura de més fortificacions que les antigues muralles i estar massa a prop d'una Catalunya completament ocupada pels exèrcits aliats.
Tot i que els atacants disposaven de 4.000 homes i 3.000 cavalls, i els defensors només era una guarnició de 500 homes, Lord Peterborough va usar l'engany, enviant 200 genets al rescat, i usant missatges falsos que van fer creure al Comte de les Torres que els atacants eren una força molt major, així, creient que s'apropava Peterborough, generalíssim de les tropes angleses, va aixecar precipitadament el setge el 9 de gener de 1706 causant força destrosses i incendis en els edificis.

## Conseqüències
Amb els seus 4.000 homes, el Comte de les Torres de Acorrin es dirigeix a assetjar València i Xàtiva amb artilleria provinent d'Alacant. Peterborough coneix les forces i les intercepta abans d'arribar a la ciutat. L'ofensiva aliada per ocupar els països catalans continua i el castell d'Alacant aguanta fins al 1706.